# 市橋織江
市橋 織江（いちはし おりえ、Orie Ichihashi, 1978年7月7日 - ）は、日本の写真家、撮影技師である。

## 略歴
武蔵野美術大学中退。2年半のスタジオ勤務の後にカメラアシスタントを経て、2001年独立。2011年6月市橋織江写真事務所株式会社設立。

## 主な仕事

### 広告
- JR東日本
- 京王電鉄
- 三井不動産
- 日本航空
- ORBIS
- 東京ガス
- ハウスメイト
- NTTドコモ
- ミツカン
- ミスタードーナツ
- 無印良品
- カゴメ・野菜生活100
- キリン
- マクドナルド
- UNIQLO
- 大塚食品

### 雑誌
表紙
- 『女子カメラ』
- 『edu』（2010年5月号 - 2012年3月号）
- 『ダ・ヴィンチ』（2003年4月号 - 2008年2月号）

連載
- 『SWAK』“Gift”
- 『edu』“たんぽぽの日々”
- 『Hanako』“TOKYO STORY”

### 映画（撮影）
- ホノカアボーイ（2009年） - 真田敦監督、岡田将生、倍賞千恵子、松坂慶子、長谷川潤、喜味こいし、正司照江、蒼井優、深津絵里など出演
- 40歳問題 （2008年）- 中江裕司監督、浜崎貴司、大沢伸一、桜井秀俊、スネオヘアー出演
- 恋は雨上がりのように（2018年） - 永井聡監督、小松菜奈、大泉洋、清野菜名、磯村勇斗、葉山奨之、松本穂香、山本舞香、濱田マリ、戸次重幸吉田羊など出演

### CM（撮影）
- 花王　フレアフレグランス「香りの朝ミスト」篇
- ソフトバンク「アヤの休日」「ローマ人」「龍馬の休日」篇
- JR東日本「行くぜ、東北」「JR SKISKI 目線」
- ダイハツ「日本のどこかで」
- アサヒ「すらっと」
- 京王「樹の里 高尾山へ」
- カゴメ「野菜生活100」（「忙しい朝」「ビデオレター」「お弁当」篇）「野菜生活100 Silky Soy」（「お気に入りの椅子」「犬とくつろぐ」篇）
- ポカリスエット「夏の時報」[1]
- カロリーメイト「Mate」「My Way」「見えないもの」「Midnight Train」「狭い広い世界で」「光も影も」[2]
- MATCH「曲がり角」「浜辺の告白」[3]「席替え」
- ファンケル「Inside Out Beauty　一生ものの、健やかさと美しさ」[4]
- JR東海「そうだ 京都、行こう。京都がくれる癒し」[5]
- メルカリ「メゾンメルカリ・新品じゃなくても」「メルとも」「メルコのスマホ」[6]
- 富士フイルム「お正月を写そう♪2021 くつろぎ新年会」[7]
- ブルボン「迷ったら、ハズむほう。」
- UNITED ARROWS green label relaxing「HAPPY MAGIC」
- ACジャパン「こだまでしょうか」「今、わたしにできること・呼びかけ篇」
- サントリーALL-FREE「海釣り」
- 三菱東京UFJ銀行「気づく春馬くん」
- 三井不動産「&EARTH」
- ミツカン 味ぽん
- ユニチャーム「moony 生まれたて仕立て」
- 資生堂 SEABREEZE「ドキドキ篇」
- サッポロ 北海道生搾り みがき麦 「妻の告白」「海の家」「妻の告白」「海の家」編
- アタックプレミアムギフト 「幸せの写真」編
- SUNTORY 野菜カロリー計画
- タイ航空 にしおかすみこのタイ美計画

### 書籍
- 「STARBUCKS ART MAGAZINE&BEVERAGE CARD 05 スターバックスのある風景/世界編」（2011年 MATOI PUBLISHING）
- 「心を整える-勝利をたぐり寄せるための56の習慣-」 著／長谷部誠 写真／市橋織江 （2011年 幻冬舎）
- 「Mahalo Book」 著／赤澤かおり、内野亮、写真／市橋織江（2010年 エイ出版）
- 「たんぽぽの日々」 著／俵万智 写真／市橋織江（2010年 小学館）
- 「Hawaii Book」 著／赤澤かおり、内野亮、写真／市橋織江（2009年 エイ出版）
- 「Aloha Book」 著／赤澤かおり、内野亮、写真／市橋織江（六耀社）
- 「coming soon… ～いい日にきっと、つづいてる。～」 写真／市橋織江（ピエ･ブックス）
- [パク・ヨンハ] ファースト写真集 『一緒旅』 写真／市橋織江（主婦と生活社）
- 「しあわせのかたまり 赤ちゃんのちいさくて可愛いものたち」 著／石田ひかり、写真／市橋織江（BUONO）
- 「STARBUCKS ART MAGAZINE 01 市橋織江編 スターバックスのある風景」（2009年 MATOI PUBLISHING）
- 「NHK連続テレビ小説「まれ」写真集」モデル／土屋太鳳）（2015年　NHK出版）

## 写真集
- 「サマーアフターサマー」（2023年　玄光社）
- 「SHIBUYA-KU」（2019年　SHIBUYA TSUTAYA）
- 「TOWN」（2017年 パイ インターナショナル）
- 「BEAUTIFUL DAYS」（2011年 MATOI PUBLISHING）
- 「ap bank fesがある風景」（2011年 MATOI PUBLISHING）
- 「PARIS」（2011年 ピエブックス）
- 「Gift」（2009年 MATOI PUBLISHING）

## 個展
- 「サマーアフターサマー」新宿北村写真機店（2023年2月）
- 「TOWN」 ミュゼふくおかカメラ館（2017年11月 - 12月）
- 「WAIKIKI」 エモンフォトギャラリー（2015年4月 - 5月）
- 「ORIE ICHIHASHI EXHIBITION 2001-2013」 代官山蔦屋書店（2014年7月 - 8月）
- 「Interlude」 CANON GALLERY S（2014年6月 - 7月）
- 「市橋織江展 2001-2013」 箱根 彫刻の森美術館（2013年12月 - 2014年3月）
- 「IMPRESSIONNISME」 ポーラ ミュージアム アネックス（2012年6月）
- 「PARIS」 エモンフォトギャラリー（2011年6月）
- 「PARIS」 銀座三越ギャラリー（2010年12月）
- 「Gift」 エモンフォトギャラリー（2010年4月）
- 「パパイヤと海の夏」 EPSON Imaging Gallery エプサイト（2010年7月）

## 展示会
- 「ART PHOTO TOKYO edition zero」 東京・茅場町共同ビルディング（2016年11月）
- 「生きものとアートの出会い展」 生きているミュージアム ニフレル（2016年11月 - 2017年1月）
- 「Maison IENA 1st Anniversary Event × 市橋織江写真展」 Maison IENA 自由が丘店（2016年8月 - 9月）
- 「ゼラチンシルバーセッション　巡回展」 入江秦吉記念 奈良市写真美術館（2016年4月 - 6月）
- 「The 8th Gelatin Silver Session 2015 - Save The Film -」 AXIS Gallery（2015年4月 - 5月）
- 「Gelatin Silver Session 2013 - Save The Film -」 AXIS Gallery（2013年10月）
- 「Gelatin Silver Session 2012 - Save The Film -」 AXIS Gallery（2012年10月）
- 「AVILO写真展」 渋谷RESPEKT（2012年9月）
- 「OMOTESANDO HILLES WALL GALLERY spring」 表参道ヒルズWALL GALLERY（2012年1月）
- 「東日本大震災復興支援チャリティフォトカレンダー」 SLOPE GALLERY（2012年1月）
- 「シブカル祭。～パルコの女子文化祭～」 渋谷パルコ館内（2011年10月）
- 「写真家による作品のチャリティ販売2」 Axis（2011年9月）
- 「Lazy Fellows 2011 12th Photo Exhibition」（2011年3月）
- 「De PARIS」 ギャラリーメゾンダール（2011年1月）
- 「女流クリエイター博覧会」 CLASKA The 8th Gallery（2011年1月）
- 「She Has A“PEN”」 オリンパスギャラリー（2010年11月）
- 「EOS Kiss アツマル×市橋織江」 Canon GALLERY（2010年10月）
- 「more trees展-森を感じる１２日間 “TOUCHWOOD art project”」 Axis（2010年10月）
- 「10's AQUA Blue」 エモンフォトギャラリー（2010年3月）
- 「10's Green 10人の女性フォトグラファーが撮り下ろした色のイメージ」 エモンフォトギャラリー （2009年）
- 「Lazy Fellows Photo Exhibition」コダックフォトサロン（2007年）
- 「PINK PINK PINK!!展」FUJI FILM square（2007年）
- 「シャッター&ラブ10人の女性写真家たち」 パルコミュージアム（2006年）
- 「若手女性カメラマン10人による合同展 読書する風景」 エモンフォトギャラリー（2005年）

## 使用カメラ／レンズ／フィルム
- Mamiya RZ67 Pro II ／ Mamiya SEKOR f110mm F2.8 ／ フジカラー PRO400

## 特集が組まれた雑誌・書籍
- MATOI PUBLISHING “QUOTATION” SPECIAL ISSUE 市橋織江の現在（2013年）
- Impress Japan デジタルカメラ・マガジン 2012年1月号
- 玄光社 コマーシャル・フォト 2011年11月号
- 誠文堂新光社 デザインノート No.34（2010年）
- SPIDER WOMAN スパイダーウーマン SW編集部（2010年）
- 誠文堂新光社 フォトグラフノート 01（2008年）
- 第一プログレス カメラ日和 vol.18（2008年）
- 玄光社 コマーシャル・フォト 2005年5月号